# 北伊佐郡

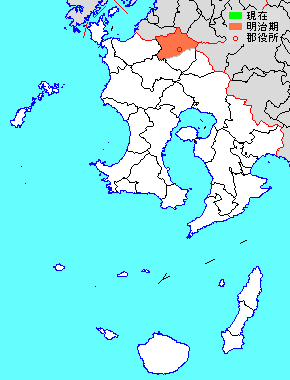
鹿児島県北伊佐郡の位置

北伊佐郡（きたいさぐん）は、鹿児島県にあった郡。

## 郡域
1887年（明治20年）に行政区画として発足した当時の郡域は、伊佐市の大部分（大口曽木・大口針持・菱刈各町を除く）にあたる。
南の大隅国菱刈郡との境界は、上流域の一部を除いて概ね川内川とその支流（上流から市山川・重留川・羽月川）となっていた。

## 歴史

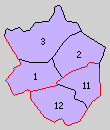
1.羽月村 2.大口村 3.山野村（紫：伊佐市 11・12は菱刈郡）

### 郡発足までの沿革
- 明治初年時点では全域が薩摩鹿児島藩領であった。「旧高旧領取調帳」に記載されている、伊佐郡のうち後の本郡域の明治初年時点での村は以下の通り[注 1]。全域が現・伊佐市。（23村）
  - 大口郷（一部） - 里村、原田村、青木村、目丸村、大田村、牛尾村、淵辺村、平出水村、木ノ氏村、篠原村、小木原村、小川内村、渡田村
  - 羽月郷 - 鳥巣村、白木村、大島村、堂崎村、金波田村、下殿村、宮人村、川岩瀬村、田代村
  - 山野郷 - 山野村
- 明治2年（1869年） - 郡内の全郷が合併し牛山郷となる。
- 明治4年7月14日（1871年8月29日） - 廃藩置県により鹿児島県の管轄となる。
- 明治9年（1876年） - 渡田村が小木原村に合併。（22村）
- 明治12年（1879年）2月17日 - 郡区町村編制法の鹿児島県での施行により、行政区画としての伊佐郡が発足。「宮之城郡役所」が屋地村（宮之城郷）に設置され、薩摩郡・大隅国菱刈郡とともに管轄。
- 明治14年（1881年）7月28日 - 「隈之城郡役所」が薩摩郡東手村に設置され、同郡および出水郡・高城郡・甑島郡とともに管轄。

### 郡発足以降の沿革
- 明治20年（1887年）5月9日 - 伊佐郡のうち牛山郷の区域をもって北伊佐郡が発足[1]。「牛山郡役所」が里村に設置され、菱刈郡とともに管轄。
- 明治22年（1889年）4月1日 - 町村制の施行により、以下の各村が発足。（3村）
  - 羽月村 ← 鳥巣村、川岩瀬村、大島村、堂崎村、宮人村、田代村、白木村、金波田村、下殿村
  - 大口村 ← 里村、原田村、大田村、牛尾村、木ノ氏村、目丸村、青木村、篠原村
  - 山野村 ← 山野村、小木原村、平出水村、小川内村、淵辺村
- 明治30年（1897年）4月1日 - 郡制の施行のため、「牛山郡役所」の管轄区域をもって伊佐郡が発足[2]。同日北伊佐郡廃止。